# Andrzej Waśko
Andrzej Marian Waśko (ur. 1961 w Krakowie) – polski literaturoznawca i nauczyciel akademicki, profesor nauk humanistycznych. W 2007 sekretarz stanu w Ministerstwie Edukacji Narodowej, w latach 2017–2025 doradca prezydenta RP Andrzeja Dudy.

## Życiorys
Ukończył studia polonistyczne w Uniwersytecie Jagiellońskim. W 1993 uzyskał stopień naukowy doktora na podstawie pracy pt. Romantyczny sarmatyzm. Tradycja szlachecka w literaturze polskiej lat 1831–1863. Habilitował się w 2002 w oparciu o rozprawę zatytułowaną Zygmunt Krasiński. Oblicza poety. W 2018 otrzymał tytuł naukowy profesora nauk humanistycznych.
Od 1986 zawodowo związany z Instytutem Polonistyki Uniwersytetu Jagiellońskiego. Został pracownikiem Katedry Historii Literatury Oświecenia i Romantyzmu Wydziału Polonistyki UJ oraz profesorem Instytutu Kulturoznawstwa Wydziału Filozoficznego Akademii Ignatianum w Krakowie. Od 1996 do 1997 był wykładowcą literatury i kultury polskiej na Uniwersytecie Illinois w Chicago.
Jest badaczem polskiego romantyzmu, zajmuje się również relacjami między sferą kultury a polityki w Polsce (wydał książkę Demokracja bez korzeni). Jest redaktorem naukowym „Biblioteki Sarmackiej”.
W latach 1980–1983 działał w Niezależnym Zrzeszeniu Studentów. Należy do NSZZ „Solidarność”, Towarzystwa Naukowego im. Stanisława ze Skarbimierza oraz stowarzyszenia Inicjatywa Małopolska im. Króla Władysława Łokietka, którego był założycielem i prezesem, po czym zasiadł w jego zarządzie. Wszedł w skład Komisji Historycznoliterackiej Polskiej Akademii Nauk, współpracował również z Muzeum Historii Polski jako koordynator zespołu ekspertów. W latach 2009–2011 był wiceprezesem Towarzystwa Nauczycieli Szkół Polskich.
W latach 1991–1998 zasiadał w redakcjach czasopism „Arka” i „Arcana” (był zastępcą redaktora naczelnego tego ostatniego pisma), współtworzył również wydawnictwo Arcana. W latach 2009–2013 był redaktorem naczelnym półrocznika „Perspektywy Kultury”. W 2015 objął stanowisko redaktora naczelnego kwartalnika „Arcana”. Został też publicystą „Gazety Polskiej” i „Gazety Polskiej Codziennie”.
W 2007 krótko pełnił funkcję sekretarza stanu w Ministerstwie Edukacji Narodowej. W 2008 wstąpił do Prawa i Sprawiedliwości. Był jednym z inicjatorów Ruchu im. Lecha Kaczyńskiego. W wyborach parlamentarnych w 2011 bezskutecznie starał się o mandat posła w okręgu kaliskim z listy PiS. W 2014 został członkiem rady programowej Prawa i Sprawiedliwości, a w 2015 wszedł w skład Narodowej Rady Rozwoju powołanej przez prezydenta Andrzeja Dudę. W styczniu 2017 został doradcą prezydenta Andrzeja Dudy do spraw wdrażania reformy oświaty.
Wszedł w skład komitetu wspierającego kandydaturę Karola Nawrockiego na prezydenta RP w wyborach w 2025. W sierpniu tego samego roku zakończył pełnienie funkcji doradcy prezydenta.

## Odznaczenia
- Krzyż Oficerski Orderu Odrodzenia Polski (2016, za wybitne zasługi w działalności na rzecz rozwoju polskiej kultury, za osiągnięcia w pracy literackiej)[13][14]

## Publikacje
- Romantyczny sarmatyzm. Tradycja szlachecka w literaturze polskiej lat 1831–1863, Arcana, Kraków 1995
- Romantyczna gawęda szlachecka. Antologia (wybór i opracowanie), Księgarnia Akademicka, Kraków 1999
- Zygmunt Krasiński. Oblicza poety, Arcana, Kraków 2001
- Poza utopią i nihilizmem. Człowiek jako podmiot kultury, Wyższa Szkoła Filozoficzno-Pedagogiczna Ignatianum, Wydawnictwo WAM, Kraków 2007
- Demokracja bez korzeni, Arcana, Kraków 2009
- Historia według poetów. Myślenie metahistoryczne w literaturze polskiej (1764–1848), Arcana, Kraków 2015[15]